# Muteki Kamban Musume
Muteki Kamban Musume (jap. 無敵看板娘) ist eine Manga-Serie von Jun Sadogawa, die von 2002 bis 2006 in Japan erschien und als Anime-Fernsehserie adaptiert sowie mit einer zweiten Serie fortgesetzt wurde. Das Werk, das sich um eine impulsive Kellnerin und Lieferantin eines kleinen Nudelrestaurants dreht, ist den Genres Action, Comedy und Shōnen sowie dem Gourmet-Genre zuzuordnen. International wurde die Serie auch unter den Titeln Noodle Fighter Miki oder Ramen Fighter Miki veröffentlicht.

## Inhalt
Im kleinen Ramen-Restaurant der Familie Onimaru arbeitet die Tochter der Familie, Miki Onimaru (鬼丸 美輝), als Kellnerin und Lieferantin. Doch die 20-Jährige hat einen so aufbrausenden Charakter, dass sie auf dem Weg zum Gast und Kunden oft vom Weg abkommt und in Streitigkeiten gerät, sodass die Bestellungen nicht oder zu spät ankommen. Zwar kann sich Miki mit ihren Kampfkünsten in allen Schlägereien durchsetzen, in die sie gerät, bekommt bei ihrer Rückkehr aber stets Ärger mit ihrer Mutter Makiko. Neben den örtlichen Yakuza ist Megumi Kannazuki (神無月めぐみ) aus der gegenüberliegenden Bäckerei Mikis häufigste Gegnerin, worauf es Megumi auch immer wieder anlegt. Später stößt noch Kankuro Nishiyama (西山勘九郎) hinzu, den Miki in ihrer Kindheit stets geärgert hat. Kankuro will sich nun rächen, scheitert jedoch bei all seinen Versuchen.

## Veröffentlichung
Der Manga erschien von Juni 2002 bis März 2006 im Magazin Shūkan Shōnen Champion. Er war das Erstlingswerk von Zeichner Jun Sadogawa. Der Verlag Akita Shoten brachte die Kapitel auch gesammelt in 17 Bänden heraus. Bereits im März 2006 startete die Fortsetzung Muteki Kanban Musume Napalm, die bis April 2007 im gleichen Magazin sowie in fünf Sammelbänden erschien. 
Die erste Serie wurde in englischer Übersetzung von ADV Manga veröffentlicht. Eine französische erschien bei Taifu Comics und eine chinesische samt Fortsetzung bei Ever Glory Publishing.

## Anime-Adaption
Bei Telecom Animation Film entstand eine 12-teilige Adaption des Mangas als Anime-Fernsehserie. Regie führte Nobuo Tomizawa und Hauptautor war Tōko Machida. Außerdem waren Mitsutaka Hirota und Toshimitsu Takeuchi an den Drehbüchern beteiligt. Das Charakterdesign entwarf Keiko Nakaji und die künstlerische Leitung lag bei Hiroshi Nitta. 
Die Serie wurde vom 4. Juli bis zum 19. September 2006 von Chiba Television in Japan ausgestrahlt. Mit einiger Verzögerung erfolgte auch die Ausstrahlung bei TV Kanagawa, TV Saitama und Yomiuri TV. Eine englisch untertitelte Fassung wurde vom Sender TOKU ausgestrahlt und von diversen Plattformen per Streaming veröffentlicht. Der Anime wurde außerdem ins Spanische und Chinesische übersetzt.

### Synchronisation
| Rolle             | Japanische Stimme |
| ----------------- | ----------------- |
| Megumi Kannazuki  | Ami Koshimizu     |
| Miki Onimaru      | Hitomi Nabatame   |
| Kankuro Nishiyama | Nobuyuki Hiyama   |
| Makiko Onimaru    | Sayuri Sadaoka    |
| Akihiko Ohta      | Yūichi Nakamura   |

### Musik
Als Komponist des Soundtracks war Ryuji Takagi beschäftigt. Das Vorspannlied Wild Spice stammt von Masami Okui und der Abspanntitel ist Muteki na smile (無敵なsmile) von Naozumi Takahashi.

## Rezeption
Die Serie gehörte zu den beliebtesten in ihrem Magazin. An der Anime-Adaption lobt die Zeitschrift Animania die gelungene Umsetzung des Humors der Vorlage, bei dem intensiv im Super-Deformed-Stil gearbeitet wird. Das Charakterdesign sei jedoch nicht so charmant wie im Manga und genrebedingt könne die Fernsehserie nicht mit aufwändigen Animationen aufwarten, die Umsetzung sei technisch einfach gehalten. Für Fans von Action-Comedy, die keinen Fanservice erwarten, sei die Serie aber sehr zu empfehlen.